# Gli ospiti di quel castello
Gli ospiti di quel castello è un romanzo di Ercole Patti pubblicato nel 1974. Vincitore del Premio Brancati nel 1974.

## Trama
L'io narrante è inizialmente un giovane siciliano di ventitré anni che vive a Roma ed è impegnato in rischiose avventure amorose: ospite in una pensione familiare, attende i rari momenti di solitudine per raggiungere una giovane e intrecciare con lei rapidissimi giochi d'amore. La giovane è figlia della padrona di casa, sorella della sua fidanzata e fidanzata lei stessa col miglior amico del protagonista. Queste relazioni interpersonali, per quel loro rimanere sempre in bilico su «un abisso di colpevolezza e di vizio» danno più eccitamento alla tresca. 
Un giorno il giovane, a passeggio per le strade di Roma, si avventura in un vicolo nei pressi di Piazza di San Silvestro; scova una porticina, la spinge ed entra in un parco immenso al fondo del quale c'è un castello. E nel castello, dove si ritroverà invecchiato di quarant'anni, conosce strani personaggi, tutti erotomani: una vecchietta sensualissima, una ex-attrice preoccupata di piacere agli uomini, un giovane dagli occhi verdi ed azzurri che gli appare subito come «un piccolo demonio dolce e cattivo dominato dal sesso», una coppia costituita da una professoressa quarantenne e un suo allievo adolescente, eccetera. Gli ospiti costituiscono una comunità che vive unicamente con la preoccupazione di coltivare i propri istinti e le proprie sensazioni perché «la possibilità di avere queste sensazioni è segno che si è del tutto vitali. Quando questi sensi si velano e cominciano a diventare un po' sordi è la fine che inizia ... e ci si è incamminati su un'altra strada che può anche essere lunghissima piena di onori e di successi che in fondo come meta sicura ha la morte». Il narratore trascorre la maggior parte del tempo nella biblioteca del Castello dentro la quale vi sono, oltre ai grandi classici, romanzi di consumo e libri di propaganda fascista. 
Verso la fine del suo soggiorno nel Castello, il narratore si sente ancora più vecchio. Entra nella biblioteca, ma «gli scaffali erano completamente vuoti: tutti i libri erano scomparsi tranne il piccolo settore dei volumi fascisti con i discorsi di Mussolini e Dux della Sarfatti»; anche gli ospiti del castello sono invecchiati, mostrano segni di disfacimento senile, stanchezza e delusione per le sensazioni e per gli amori passati. Il protagonista ha l'impressione di vedere, fra gli ospiti, la morte. Poi perde i sensi. Si ritrova infine nuovamente giovane ventitreenne nei pressi di Piazza San Silvestro.

## Critica
Gli ospiti di quel castello è l'ultimo romanzo di Ercole Patti. Al suo apparire, Mario Soldati, in una recensione apparsa sulla terza pagina Stampa, ne diede un giudizio molto lusinghiero:. Un giudizio analogo lo diede Michele Prisco su Oggi. Nel 1974 al romanzo fu attribuito il Premio Brancati.
In un articolo commemorativo per il trentennale della morte dell'autore, Salvatore Ferlita, dopo aver citato un giudizio di Carlo Bo («Guardate come è portato a scoprire i segni della corruzione e della morte sotto i primi simboli della giovinezza, della bellezza») aggiunge: «Gli ospiti di quel castello è uno dei romanzi più strani di Patti, forse il suo libro testamentario, in cui la cifra fantastica si fa sepolcrale, funeraria. In questo "patito svago" dello scrittore siciliano, sta la misura della sua originalità: la sua pagina diventa una sorta di diagramma di forze, che si equilibrano a vicenda in maniera sorprendente». Qualche mese più tardi lo stesso Ferlita sottolineò alcuni peculiari gli aspetti politici («l'idiosincrasia di Patti nei confronti del regime fascista») e stilistici(«"Gli ospiti di quel castello" è un romanzo nero, un vero e proprio racconto di fantasmi: in esso Patti è riuscito a far convivere la sua nitida eleganza da scrittore libertino del Settecento qual era con il mistero e l'angoscia, degni di un racconto di Poe. Alla fine, il risultato raggiunto non fa che fugare l'immagine di Patti epigono di Brancati, moralista minore, romanziere corrivo, per mettere in piena luce la sua vera tempra: che è di scrittore negromante, in grado di evocare dalle ombre simulacri mortuari, orrende visioni cimiteriali.») presenti del romanzo di Ercole Patti.

## Edizioni
- Ercole Patti, Gli ospiti di quel castello : Romanzo, in Collezione Scrittori italiani e stranieri, Milano, : Mondadori, 1974,  p. 141.
- Ercole Patti, Gli ospiti di quel castello, in Sarah Zappulla Muscarà (a cura di), Collezione Tascabili Bompiani, Milano, Bompiani, 2006,  p. LXIII, 133, ISBN 88-452-5598-0.